# Nikola Kljusev
Nikola Kljusev, makedonsky Никола Кљусев (2. říjen 1927, Štip – 16. leden 2008, Skopje) byl severomakedonský politik, první předseda vlády samostatné Severní Makedonie v letech 1991–1992 a ministr obrany v letech 1998–2000.
Vystudoval ekonomii na univerzitě v Bělehradě, promoval roku 1953 (doktorát 1964).Před vstupem do politiky byl akademickým ekonomem, profesorem a děkanem vysoké ekonomické školy ve Skopje a ředitelem Ekonomického ústavu tamtéž. Jako premiér byl nestraník, později vstoupil do křesťansko-demokratické VMRO-DPMNE, jež je spolu se sociální demokracií klíčovou politickou silou v zemi. Měl zásadní podíl na tom, že odštěpení Severní Makedonie proběhlo mírovou cestou, na rozdíl od jiných secesí od bývalé Jugoslávie. Během svého mandátu především vedl složitá jednání o stažení jugoslávské armády ze severomakedonského území.

## Vyznamenání
- Řád 8. září – Severní Makedonie, 2011 – za mimořádný přínos k realizaci nezávislosti, svrchovanosti a územní celistvosti Severní Makedonie